# West Milford (New Jersey)
West Milford è un comune (township) degli Stati Uniti d'America, nella contea di Passaic, nello Stato del New Jersey. Fa parte dell'area metropolitana di New York.
È posta al confine con lo Stato di New York con il quale condivide il lago di Greenwood.